# Schweizer Fussballmeisterschaft 1909/1910
Třináctý ročník Schweizer Fussballmeisterschaft 1909/1910 (česky: Švýcarské fotbalové mistrovství) se konal za účastí devatenácti klubů.
Devatenáct klubů bylo rozděleno do tří skupin (východ, centrum a západ), poté se vítězové skupin utkali proti sobě každý s každým. Sezonu vyhrál potřetí ve své historii a obhájce minulého ročníku BSC Young Boys.